# Atletismo nos Jogos Pan-Americanos de 2007 - 110 m com barreiras masculino
Os 110 metros com barreiras foram um dos eventos do atletismo nos Jogos Pan-Americanos de 2007, no Rio de Janeiro. A prova foi disputada no Estádio Olímpico João Havelange nos dias 27 (semifinais) e 28 de julho (final) com 20 atletas de 13 países.

## Medalhistas
| Ouro   | CUB Dayron Robles  |
| Prata  | USA David Payne    |
| Bronze | CUB Yoel Hernández |

## Recordes
Recordes mundiais e pan-Americanos antes da disputa dos Jogos Pan-Americanos de 2007.
| Tipo                             | Atleta       | Tempo   | Local    | Data                |
| -------------------------------- | ------------ | ------- | -------- | ------------------- |
|                                  | Liu Xiang    | 12.88 s | Lausanne | 11 de julho de 2006 |
| Recorde dos Jogos Pan-Americanos | Anier García | 13.17 s | Winnipeg | 30 de julho de 1999 |

## Resultados
- Q: classificação por tempos na série.
- q: classificação por melhores tempos no geral.
- DNF: não completou na prova.
- DSQ: desclassificado.
- DNS: não competiu na prova.

### Semifinal
A semifinal foi disputada em 27 de julho.
| Semifinal 1 | Semifinal 1 | Semifinal 1        | Semifinal 1        | Semifinal 1 | Semifinal 1 |
| Result.     | Result.     | Atleta             | País               | Tempo       | Qual.       |
| Pos.        | Geral       | Atleta             | País               | Tempo       | Qual.       |
| ----------- | ----------- | ------------------ | ------------------ | ----------- | ----------- |
| 1           | 1           | Anselmo da Silva   | BRA Brasil         | 13.56 s     | Q           |
| 2           | 2           | Dayron Robles      | CUB Cuba           | 13.58 s     | Q           |
| 3           | 3           | Ryan Brathwaite    | BAR Barbados       | 13.61 s     | q           |
| 4           | 3           | Bashir Ramzy       | USA Estados Unidos | 13.61 s     | q           |
| 5           | 5           | Dudley Dorival     | HAI Haiti          | 13.64 s     |             |
| 6           | 7           | Jared Macleod      | CAN Canadá         | 13.78 s     |             |
| 7           | 18          | Christopher Bethel | BAH Bahamas        | 14.90 s     |             |

| Semifinal 2 | Semifinal 2 | Semifinal 2      | Semifinal 2           | Semifinal 2 | Semifinal 2 |
| Result.     | Result.     | Atleta           | País                  | Tempo       | Qual.       |
| Pos.        | Geral       | Atleta           | País                  | Tempo       | Qual.       |
| ----------- | ----------- | ---------------- | --------------------- | ----------- | ----------- |
| 1           | 6           | David Payne      | USA Estados Unidos    | 13.77 s     | Q           |
| 2           | 8           | Eric Keddo       | JAM Jamaica           | 13.79 s     | Q           |
| 3           | 9           | Enrique Llanos   | PUR Porto Rico        | 13.89 s     |             |
| 4           | 12          | Eder de Souza    | BRA Brasil            | 13.93 s     |             |
| 5           | 15          | Mikel Thomas     | TRI Trinidad e Tobago | 14.29 s     |             |
| 6           | 16          | Francisco Castro | CHI Chile             | 14.46 s     |             |
| —           | —           | Shamar Sands     | BAH Bahamas           | DSQ         |             |

| Semifinal 3 | Semifinal 3 | Semifinal 3      | Semifinal 3    | Semifinal 3 | Semifinal 3 |
| Result.     | Result.     | Atleta           | País           | Tempo       | Qual.       |
| Pos.        | Geral       | Atleta           | País           | Tempo       | Qual.       |
| ----------- | ----------- | ---------------- | -------------- | ----------- | ----------- |
| 1           | 10          | Yoel Hernández   | CUB Cuba       | 13.91 s     | Q           |
| 2           | 11          | Hector Cotto     | PUR Porto Rico | 13.92 s     | Q           |
| 3           | 13          | Stephen Jones    | BAR Barbados   | 13.94 s     |             |
| 4           | 14          | Jorge Mc Farlane | PER Peru       | 14.18 s     |             |
| 5           | 17          | Ronald Bennett   | HON Honduras   | 14.47 s     |             |
| —           | —           | Maurice Wignall  | JAM Jamaica    | DNS         |             |

1. ↑  Shamar Sands foi desclassificado por derrubar deliberadamente os obstáculos.

### Final
A final dos 110 metros com barreiras foi disputada em 28 de julho as 16:20 (UTC-3).
| Pos.              | Atleta           | País               | Tempo   |
| ----------------- | ---------------- | ------------------ | ------- |
| Medalha de ouro   | Dayron Robles    | CUB Cuba           | 13.25 s |
| Medalha de prata  | David Payne      | USA Estados Unidos | 13.43 s |
| Medalha de bronze | Yoel Hernández   | CUB Cuba           | 13.50 s |
| 4                 | Ryan Brathwaite  | BAR Barbados       | 13.70 s |
| 5                 | Anselmo da Silva | BRA Brasil         | 13.72 s |
| 6                 | Eric Keddo       | JAM Jamaica        | 13.91 s |
| 7                 | Bashir Ramzy     | USA Estados Unidos | 14.09 s |
| 8                 | Hector Cotto     | PUR Porto Rico     | 14.09 s |